# Il faut sauver la planète !
 (août 2014).
 (avril 2021).
Si vous disposez d'ouvrages ou d'articles de référence ou si vous connaissez des sites web de qualité traitant du thème abordé ici, merci de compléter l'article en donnant les références utiles à sa vérifiabilité et en les liant à la section « Notes et références ».
Il faut sauver la planète ! Trois idéalistes dans l'enfer de l'humanitaire (Emergency Sex and Other Desperate Measures) est un récit de Kenneth Cain, Heidi Postlewait (en) et Andrew Thomson paru en 2004.
Mémoires de trois jeunes personnes (deux Américains et un Néo-zélandais) qui rejoignent les Nations unies lors de l'intervention au Cambodge en 1990. Par la suite, elles iront en Haïti, en Somalie, en Bosnie, au Rwanda et au Libéria où elles confronteront leur(s) idéalisme(s) à la dure réalité de l'action humanitaire.
C'est un récit intéressant sur l'action des Nations unies, ses succès et ses échecs, ainsi que sur la vision qu'en ont des participants « du bas de l'échelle hiérarchique ».

## Éditions françaises
- 2005 - Éditions Payot et Rivages
- 2007 - Éditions Petite bibliothèque Payot (poche)  (ISBN 978-2-228-90198-7) (BNF 41028670)